# Baron Wyfold

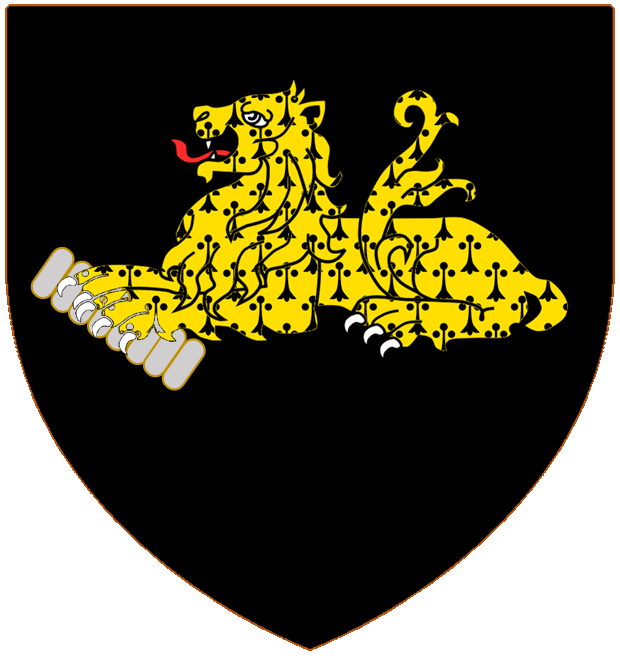
Wappen der Barone Wyfold

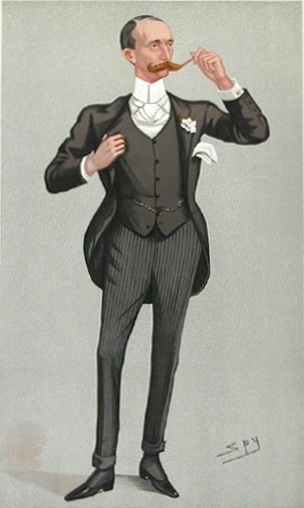
Sir Robert Hermon-Hodge, 1. Baron Wyfold, Karikatur von Spy (Leslie Ward) in Vanity Fair, Juni 1892

Baron Wyfold, of Accrington in the County Palatine of Lancaster, war ein erblicher britischer Adelstitel in der Peerage of the United Kingdom.
Der Titel wurde am 17. Mai 1919 für den konservativen Politiker Sir Robert Hermon-Hodge, 1. Baronet, geschaffen. Er war bis 1918 Mitglied des britischen Unterhauses für den Wahlkreis Henley in Oxfordshire gewesen. Ihm war bereits am 6. August 1902 der Titel Baronet, of Wyfold Court in the Parish of Checkendon in the County of Oxford, verliehen worden. Der Titel wurde nach dem Landsitz der Familie Wyfold Court, welcher in der Nähe von Reading belegen ist, gewählt. Der Titel erlosch beim Tod seines Enkels, des 3. Barons, am 8. April 1999.

## Liste der Barone Wyfold (1919)
- Robert Hermon-Hodge, 1. Baron Wyfold (1851–1937)
- Roland Hermon-Hodge, 2. Baron Wyfold (1880–1942)
- Hermon Hermon-Hodge, 3. Baron Wyfold (1915–1999)